# 海尼切斯克區
海尼切斯克區（烏克蘭語：Генічеський район），是烏克蘭南部赫爾松州的一個區，行政中心設於海尼切斯克，面积为7,120.5平方公里，人口数量为119,901人（2021年估计）。

## 历史
2020年7月18日乌克兰施行了行政区划改革，赫爾松州的区份数量减至5个，海尼切斯克區的面积显著扩大。改革前海尼切斯克區的面積为3,000平方公里，2015年人口60,196，人口密度每平方公里20.07人。

## 行政区划
海尼切斯克区下分为四个市镇：
- 海尼切斯克市镇（烏克蘭語：Генічеська міська громада）（市级）
- 伊万尼夫卡市镇（烏克蘭語：Іванівська селищна громада (Херсонська область)）（镇级）
- 下锡罗霍济市镇（烏克蘭語：Нижньосірогозька селищна громада）（镇级）
- 新特罗伊茨凯市镇（烏克蘭語：Новотроїцька селищна громада）（镇级）